# Anggaswangi (Godong)
Anggaswangi is een bestuurslaag in het regentschap Grobogan van de provincie Midden-Java, Indonesië. Anggaswangi telt 1472 inwoners (volkstelling 2010).